# Venturia eres
Venturia eres är en svampart som först beskrevs av Berk. & Broome, och fick sitt nu gällande namn av Ces. & De Not. 1863. Venturia eres ingår i släktet Venturia och familjen Venturiaceae.   Inga underarter finns listade i Catalogue of Life.